# MAZ-543
Der MAZ-543 (russisch МАЗ-543) ist ein schwerer vierachsiger Lastkraftwagen (8×8) des belarussischen Fahrzeugherstellers Minski Awtomobilny Sawod, der in den 1960er-Jahren entwickelt wurde. Dieser Lkw findet fast ausschließlich als Militärfahrzeug Verwendung.

## Geschichte
Erste Prototypen des MAZ-543 entstanden 1962, die Serienfertigung begann 1965 und am 7. November 1965 wurden erstmals Exemplare auf einer Militärparade am Roten Platz in der Öffentlichkeit als Teil des SS-1C Scud-B-Raketenkomplexes (9K72 Elbrus) gesichtet. Die Indienststellung erfolgte aber erst 1966. Das Chassis des MAZ-543 wurde vom russischen Konstrukteur Boris Ljwowitsch Schaposchnik entworfen. Das Modell MAZ-543 war ursprünglich für den Transport von Mittel- und Langstreckenraketen konzipiert. Zur Reduzierung der Gesamtlänge des Fahrzeugs war der Gefechtskopf zwischen den beiden Fahrerhäusern gelagert, was wohl das markanteste Merkmal des Fahrzeugs darstellte. In jedem Fahrerhaus finden zwei Personen Platz. Während der MAZ-543 selten geworden ist, befinden sich vom früher entwickelten Modell MAZ-537 noch Exemplare im Einsatz.
Es existieren verschiedene Ausführungen und Weiterentwicklungen des MAZ-543, so entstand unter anderem der MAZ-547, der eine verlängerte Variante mit stärkerer Motorisierung des MAZ-543 darstellt. Dieses Fahrzeug ist vor allem als Raketenstart- und Transportfahrzeug sowjetischer SS-20-Mittelstreckenraketen aus den 1980er-Jahren bekannt. Der MAZ-543M wurde bis Dezember 2000 bei MZKT hergestellt. Alle Varianten des MAZ-543 waren mit einem V12-4-Takt-Dieselmotor vom Typ D12А-525 mit einer Leistung von 525 PS bei 2300 min−1 ausgestattet. Es handelt sich um einen schnelllaufenden Dieselmotor mit Direkteinspritzung und einem Hubraum von 38,8 Liter. Die Masse des Motors beträgt 1,45 Tonnen. Das Verdichtungsverhältnis ist 1:14–15.
Seit 1994 existiert die modernisierte Fahrzeugvariante MZKT-7930 „Astrolog“ (russisch: МЗКТ-7930 Астролог), die vom Minsker Fahrzeughersteller MZKT produziert wird. Der wohl prägnanteste Unterschied besteht darin, dass der Lkw nun ein durchgängiges Fahrerhaus besitzt. Zudem ist der Astrolog mit einem V12-Motor JaMZ-846 ausgestattet, der 500 PS (368 kW) liefert und das Fahrzeug auf 70 km/h beschleunigen kann. Der Kraftstoffvorrat beträgt 1000 Liter Diesel. Die Ladekapazität wurde auf 24 Tonnen gesteigert, das Leergewicht beläuft sich auf 20 Tonnen. Erst am 14. Dezember 2000 erfolgte im Minsker Werk die vollständige Umstellung auf die Produktion des „Astrolog“. Der MAZ-543 wird seitdem nicht mehr gefertigt.

## Ausführungen
Basierend auf dem MAZ-543 wurden und werden seit Jahrzehnten Spezialfahrzeuge für militärische und zivile Zwecke gebaut. Die folgende Liste ist nicht abschließend.

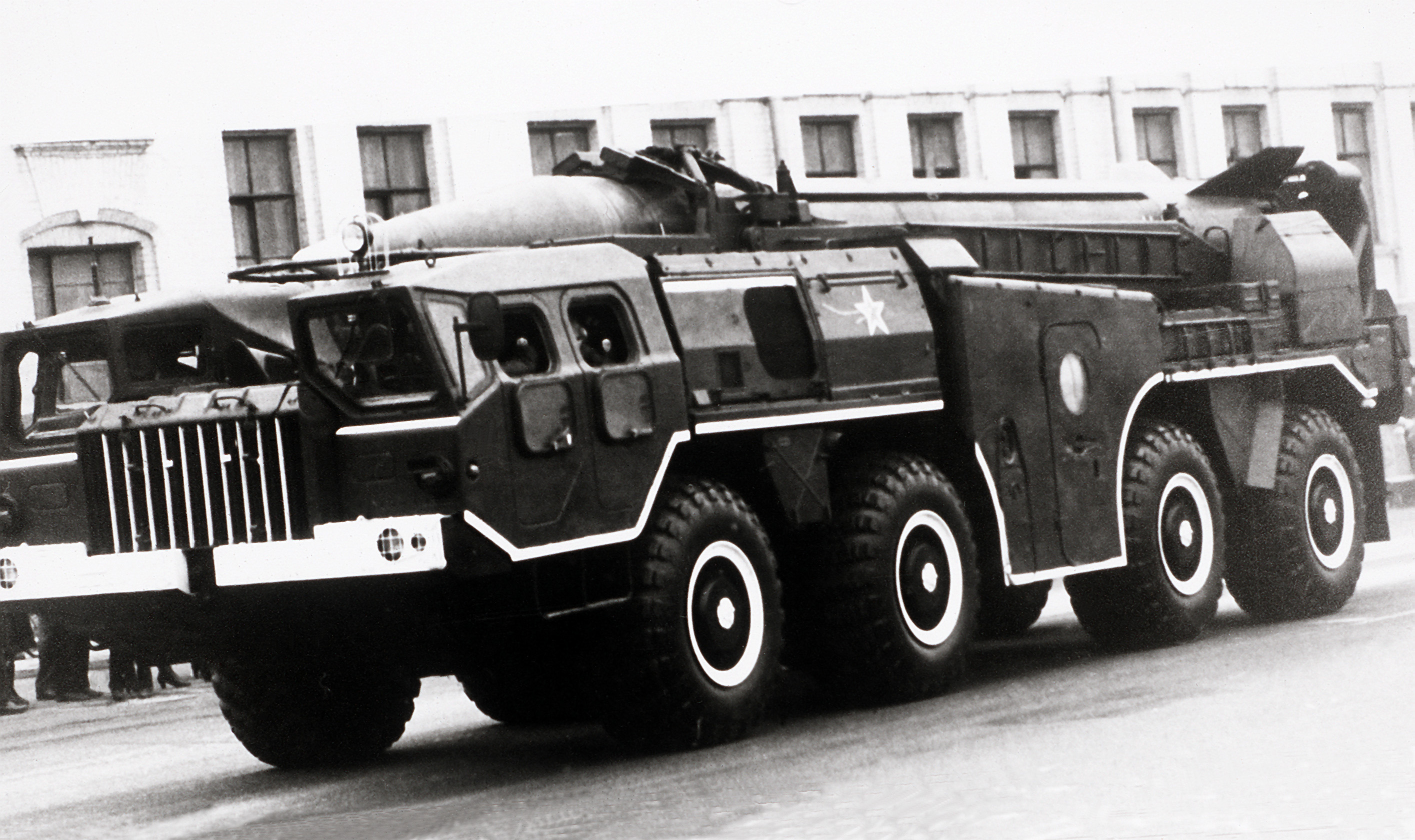
SS-1-Startplattform (SCUD-B) auf Basis des MAZ-543 (1985)

- MAZ-543: Das Fahrgestell mit langem Radstand war das Grundmodell und wurde ab 1962 entwickelt sowie ab 1965 in Serie gefertigt.
- MAZ-543А: Diese Variante wurde 1967 entwickelt. Die Ladekapazität konnte auf 22.000 kg erhöht werden. Auf Basis des MAZ-543A wurden mehrere zivile Versionen hergestellt, so zum Beispiel die Flughafenlöschfahrzeuge AA-60(543)-160 (aus dem Jahr 1973) und AA-70(543)-172 und der Fahrzeugkran KS-5571.
- MAZ-543B: Ab den späten 1960er-Jahren gebaute Fahrgestelle für Raketenstartrampen. Kleinere Aktualisierungen gegenüber den Modellen MAZ-543 und MAZ-543A.
- MAZ-543W: Experimentalversion, von 1972 bis 1974 wurden insgesamt 233 Stück gebaut, die die Armee jedoch nicht übernahm. Das Fahrzeug diente allerdings als Grundlage für die Entwicklung des MAZ-543M und war auch bereits nach dessen Konzept aufgebaut: Nur ein Fahrerhaus (links) und der Motorraum an Stelle der zweiten Kabine.
- MAZ-543D: Fahrgestell mit Vielstoffmotor.
- MAZ-543М: Anfang der 1970er-Jahre erschien der MAZ-543M, der sich äußerlich deutlich von den anderen Ausführungen unterscheidet, so fehlt das rechte Fahrerhaus und der Motor wurde an dessen Stelle platziert. Verwendung findet der MAZ-543M hauptsächlich im militärischen Bereich als Chassis für Radarantennen, Geschütze oder als Raketenstartfahrzeug.
- MAZ-543P: Diese Version wurde 1966 für die ballistische Boden-Boden-Rakete TR-1 Temp entwickelt. Der wesentliche Unterschied besteht darin, dass das Fahrzeug nun eine Ladekapazität von 19.400 kg hatte.
- MAZ-543T: Spezialversion für bergige und tropische Gebiete. Eine Fertigung kam jedoch nicht zu Stande.

Gemäß der schon seit 1966 gültigen Norm zur Benennung sowjetischer Kraftfahrzeuge erhielten die Lastwagen ab den 1970er-Jahren geänderte, vierstellige Bezeichnungen:
- MAZ-7310 „Uragan“: Erstmals 1974 im Allrussischen Ausstellungszentrum vorgestellt. Die Serienproduktion begann 1976. Zivile Fahrzeuge, wie das Flughafenlöschfahrzeug AA-60(7310)-160.01 von 1978 und der Fahrzeugkran KS-5573 aus dem Jahr 1982 basieren auf dem Uragan. Das Fahrzeug wird unter anderem bei der Erschließung von Erdölfeldern in Sibirien eingesetzt.

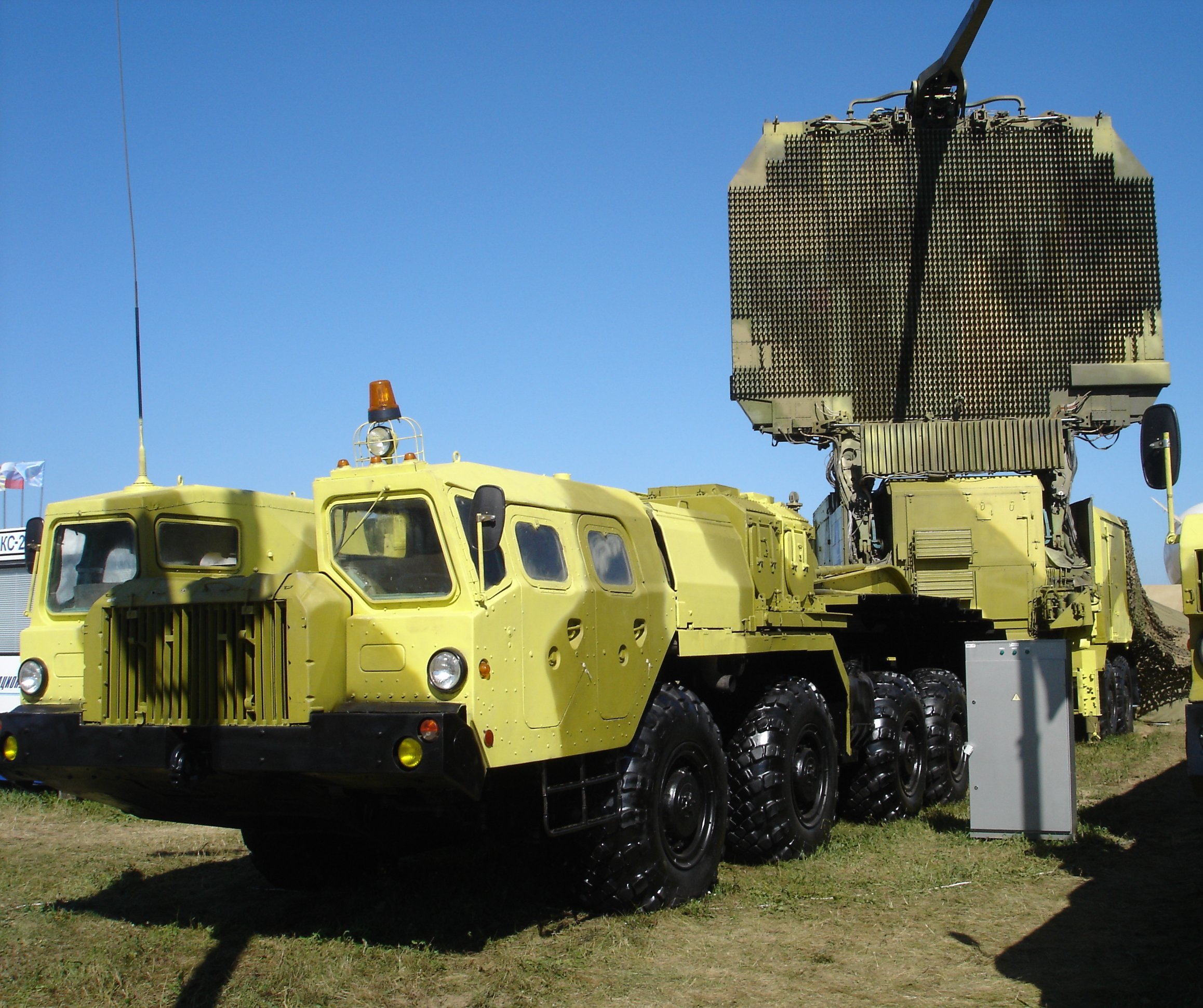
Big-Bird-Radar der S-300PMU2 auf Basis des MAZ-74106 (2005)

- MAZ-7313/MAZ-73131: Im Jahr 1983 erschienen; Erhöhung der Ladekapazität um eine Tonne. Auch das Flughafenlöschfahrzeug AA-60(7313)-160.01 sowie die Autokräne KS-5576 und KS-6571 basieren auf diesen Modellen.
- MAZ-7410: Die Mitte der 1970er-Jahre gebaute Variante ist eine Sattelzugmaschine mit kürzerem Radstand. Die Abstände zwischen Achse 2 und 3 sowie zwischen 3 und 4 wurden hierbei verkürzt.
- MAZ-74106: Diese Sattelzugmaschine wird hauptsächlich zum Transport des Suchradars 64N6 BIG BIRD des Flugabwehrraketensystems S-300PM verwendet.
- MAZ-7510: Variante als Kipper, auch zivil genutzt.
- MAZ-7910: Seit 1973 wurde auf Basis des MAZ-543M die Variante MAZ-7910 ausgeliefert. Das Fahrzeug konnte Pipelinerohre von bis zu 12 m Länge und bis zu 18 t transportieren. Mit Anhänger erreichte die Ladekapazität 38 Tonnen. Das Fahrzeug wird zudem als Transport- und Startfahrzeug von Flugabwehrkomplexen S-300-Serie verwendet. Die Länge des MAZ-7910 beträgt 11.450 mm, die Breite 3.050 mm und die Höhe 3.550 mm.
- MAZ-7911: Der erste Prototyp wurde 1973 gebaut, eine Kleinserie von 1975 bis 1979. Es handelt sich bei dem Fahrzeug um eine modernisierte Version des ursprünglichen MAZ-543 mit zwei Fahrerhäusern. Das auch als Oplot-A bezeichnete Fahrgestell wurde auch für Transportaufgaben mit Pritsche und passendem Anhänger ausgerüstet.[2]

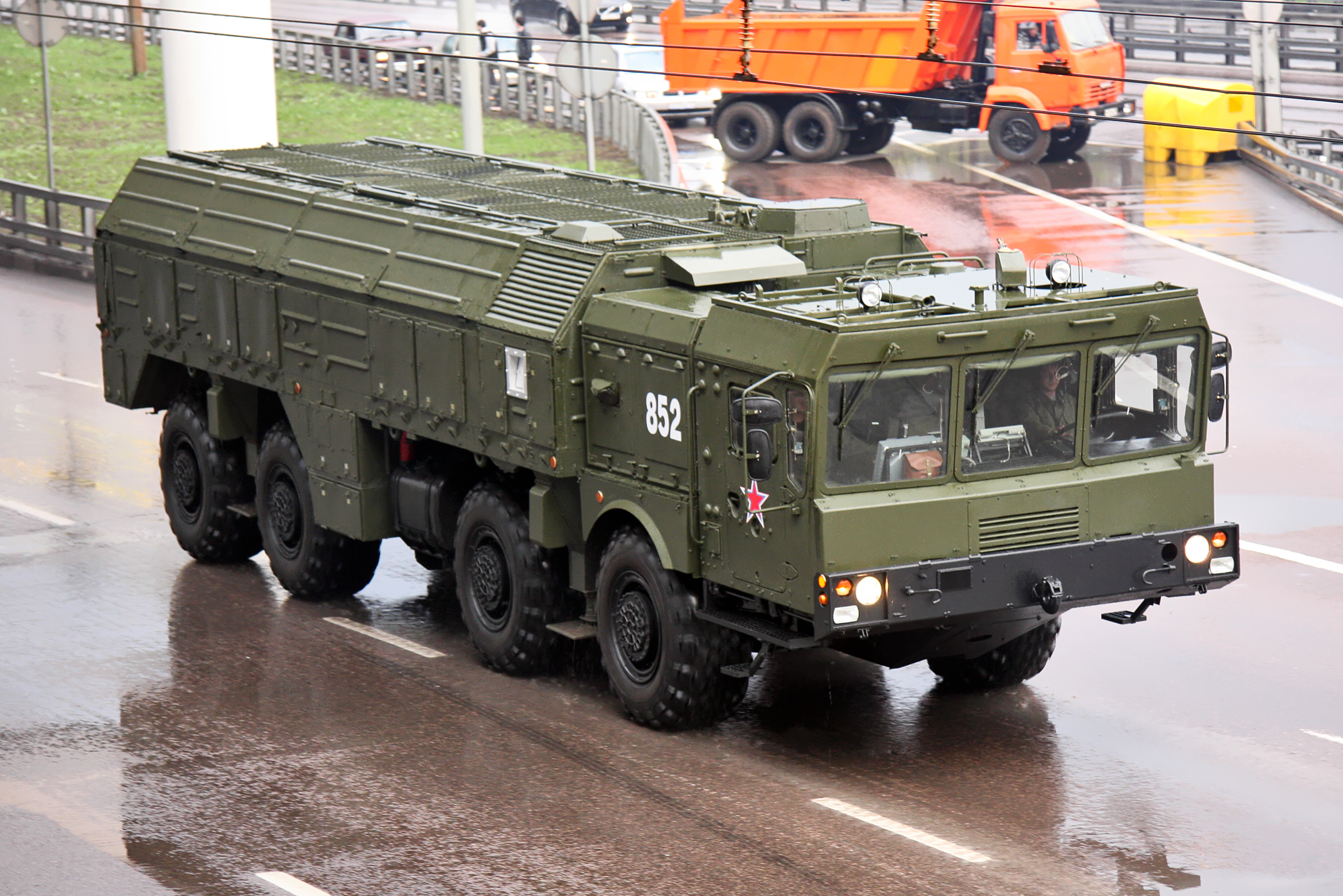
MZKT-7930 Astrolog als mobile Startbasis für den Raketenkomplex Iskander (2011)

- MAZ-79111: Modernisierter MAZ-543M mit einer verstärkten Hinterachse, später wurden auch andere Veränderungen vorgenommen, u. a. wurde ein neuer Motor eingesetzt.[3] Erste Prototypen wurde 1974 gefertigt, von 1975 bis Mitte der 1980er-Jahre lief eine Serienfertigung in kleinen Stückzahlen. Das Fahrzeug diente unter der Bezeichnung Oplot-B als Träger für das Mehrfachraketenwerfersystem BM-30. An Stelle der rechten Kabine wurde der Motor untergebracht, wie beim MAZ-543M.[2]
- MAZ-79112: Wie MAZ-7911, jedoch mit gekürztem Radstand. 1977 wurde ein Prototyp gebaut, über eine Serienfertigung ist nichts bekannt.[2]
- MZKT-7930 „Astrolog“: Grundlegend modernisierte Nachfolgeversion des MAZ-543. Das Fahrerhaus wurde neu konzipiert, die charakteristische mittige Teilung gibt es nicht mehr, die Motorisierung wurde verbessert, so wird nun ein JaMZ-846 mit 500 PS oder wahlweise auch ein Deutz-Dieselmotor eingebaut. Verwendung findet diese Version hauptsächlich beim Militär, so beispielsweise als mobile Startrampe für den Raketenkomplex Iskander, als schweres Brückenlegefahrzeug TMM-6, als Radarfahrzeug 96L6 für das S-400-System oder als Chassis des Flugabwehrsystems 96K6 Panzir.

Auch im Ausland wurden Nachbauten des Fahrzeugs hergestellt:
- WS2400: Chinesische Kopie des MAZ-543 aus den 1980er-Jahren.

## Technische Daten
|                                | MAZ-543                           | MAZ-543P                          | MAZ-543А                          | MAZ-543М                          | MAZ-7310                          | MAZ-7313                          | MAZ-73132                         | MAZ-74106                         |
| ------------------------------ | --------------------------------- | --------------------------------- | --------------------------------- | --------------------------------- | --------------------------------- | --------------------------------- | --------------------------------- | --------------------------------- |
| Antriebsformel                 | 8×8                               | 8×8                               | 8×8                               | 8×8                               | 8×8                               | 8×8                               | 8×8                               | 8×8                               |
| Sitzplätze im Kabinenraum      | 4                                 | 4                                 | 4                                 | 4                                 | 4                                 | 4                                 | 4                                 | 4                                 |
| Ladekapazität                  | 19.100 kg                         | 19.400 kg                         | 19.600 kg                         | 22.400 kg                         | 20.000 kg                         | 21.000 kg                         | 23.000 kg                         | 17.500 kg                         |
| Gesamtmasse                    | –                                 | 40.100 kg                         | –                                 | –                                 | –                                 | 44.850 kg                         | –                                 | –                                 |
| Anhängelast                    | –                                 | –                                 | –                                 | –                                 | 25.000 kg                         | 25.000 kg                         | –                                 | 32.000 kg                         |
| Länge                          | 11.460 mm                         | 11.460 mm                         | 11.465 mm                         | 11.465 mm                         | 11.657 mm                         | 11.657 mm                         | 10.815 mm                         | –                                 |
| Breite                         | 3070 mm                           | 3070 mm                           | 3070 mm                           | 3070 mm                           | 3070 mm                           | 3070 mm                           | 3070 mm                           | 3070 mm                           |
| Höhe                           | 2900 mm                           | 2900 mm                           | 2900 mm                           | 2900 mm                           | 2900 mm                           | 2900 mm                           | 2900 mm                           | 2900 mm                           |
| Radstand                       | 2200 mm + 3300 mm + 2200 mm       | 2200 mm + 3300 mm + 2200 mm       | 2200 mm + 3300 mm + 2200 mm       | 2200 mm + 3300 mm + 2200 mm       | 2200 mm + 3300 mm + 2200 mm       | 2200 mm + 3300 mm + 2200 mm       | 2200 mm + 2650 mm + 1700 mm       | 2200 mm + 2650 mm + 1700 mm       |
| Bodenfreiheit                  | 400 mm                            | 400 mm                            | 400 mm                            | 400 mm                            | 400 mm                            | 400 mm                            | 400 mm                            | 400 mm                            |
| Wendekreis                     | 27 m                              | 27 m                              | 27 m                              | 27 m                              | 27 m                              | 27 m                              | –                                 | –                                 |
| Steigfähigkeit                 | 30°                               | 30°                               | 30°                               | 30°                               | 30°                               | 30°                               | 30°                               | 30°                               |
| Grabenüberschreitfähigkeit     | 1,3 m                             | 1,3 m                             | 1,3 m                             | 1,3 m                             | 1,3 m                             | 1,3 m                             | 1,3 m                             | 1,3 m                             |
| Motortyp                       | D12А-525 (V12)                    | D12А-525 (V12)                    | D12А-525 (V12)                    | D12А-525 (V12)                    | D12А-525 (V12)                    | D12А-525 (V12)                    | D12А-525 (V12)                    | D12А-525 (V12)                    |
| Hubraum                        | 38.880 cm³                        | 38.880 cm³                        | 38.880 cm³                        | 38.880 cm³                        | 38.880 cm³                        | 38.880 cm³                        | 38.880 cm³                        | 38.880 cm³                        |
| Motorleistung                  | 525 PS (bei 2100 min−1)           | 525 PS (bei 2100 min−1)           | 525 PS (bei 2100 min−1)           | 525 PS (bei 2100 min−1)           | 525 PS (bei 2100 min−1)           | 525 PS (bei 2100 min−1)           | 525 PS (bei 2100 min−1)           | 525 PS (bei 2100 min−1)           |
| maximales Drehmoment           | 2150 Nm (bei 1200 bis 1400 min−1) | 2150 Nm (bei 1200 bis 1400 min−1) | 2150 Nm (bei 1200 bis 1400 min−1) | 2150 Nm (bei 1200 bis 1400 min−1) | 2150 Nm (bei 1200 bis 1400 min−1) | 2150 Nm (bei 1200 bis 1400 min−1) | 2150 Nm (bei 1200 bis 1400 min−1) | 2150 Nm (bei 1200 bis 1400 min−1) |
| Kraftstoffverbrauch pro 100 km | –                                 | –                                 | –                                 | –                                 | –                                 | 85 Liter                          | –                                 | –                                 |
| Fahrbereich                    | 1525 km                           | 1525 km                           | –                                 | –                                 | –                                 | 600 km                            | –                                 | –                                 |
| Höchstgeschwindigkeit          | 60,0 km/h bis 65,0 km/h           | 60,0 km/h bis 65,0 km/h           | 60,0 km/h bis 65,0 km/h           | 60,0 km/h bis 65,0 km/h           | 60,0 km/h bis 65,0 km/h           | 60,0 km/h bis 65,0 km/h           | 60,0 km/h bis 65,0 km/h           | 60,0 km/h bis 65,0 km/h           |

## Galerie

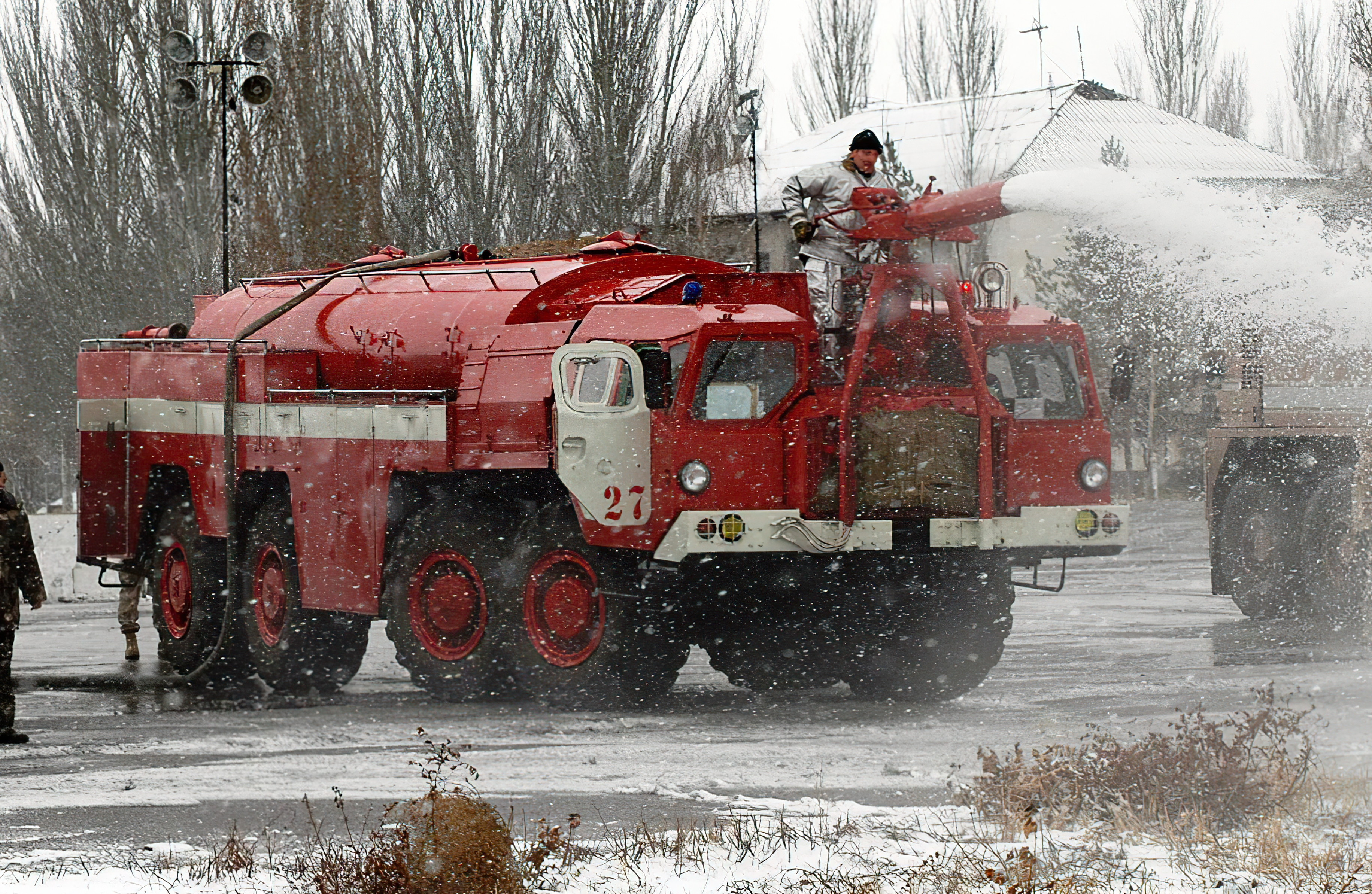
Flugfeldlöschfahrzeug АА-60(7310)-160.01 auf Basis des MAZ-7310
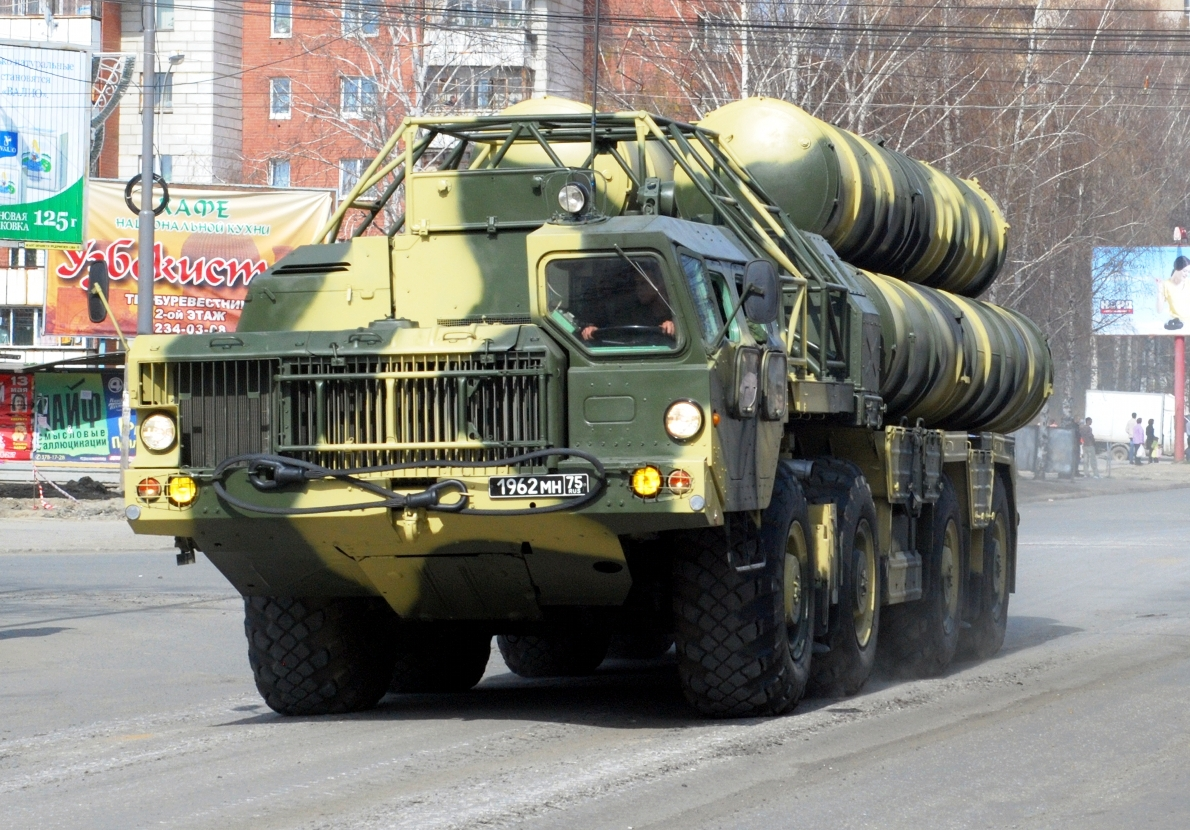
Mobile Raketenstart-rampe 5P85D des S-300P-Flugabwehrsystems der russischen Streitkräfte auf Basis eines MAZ-7910
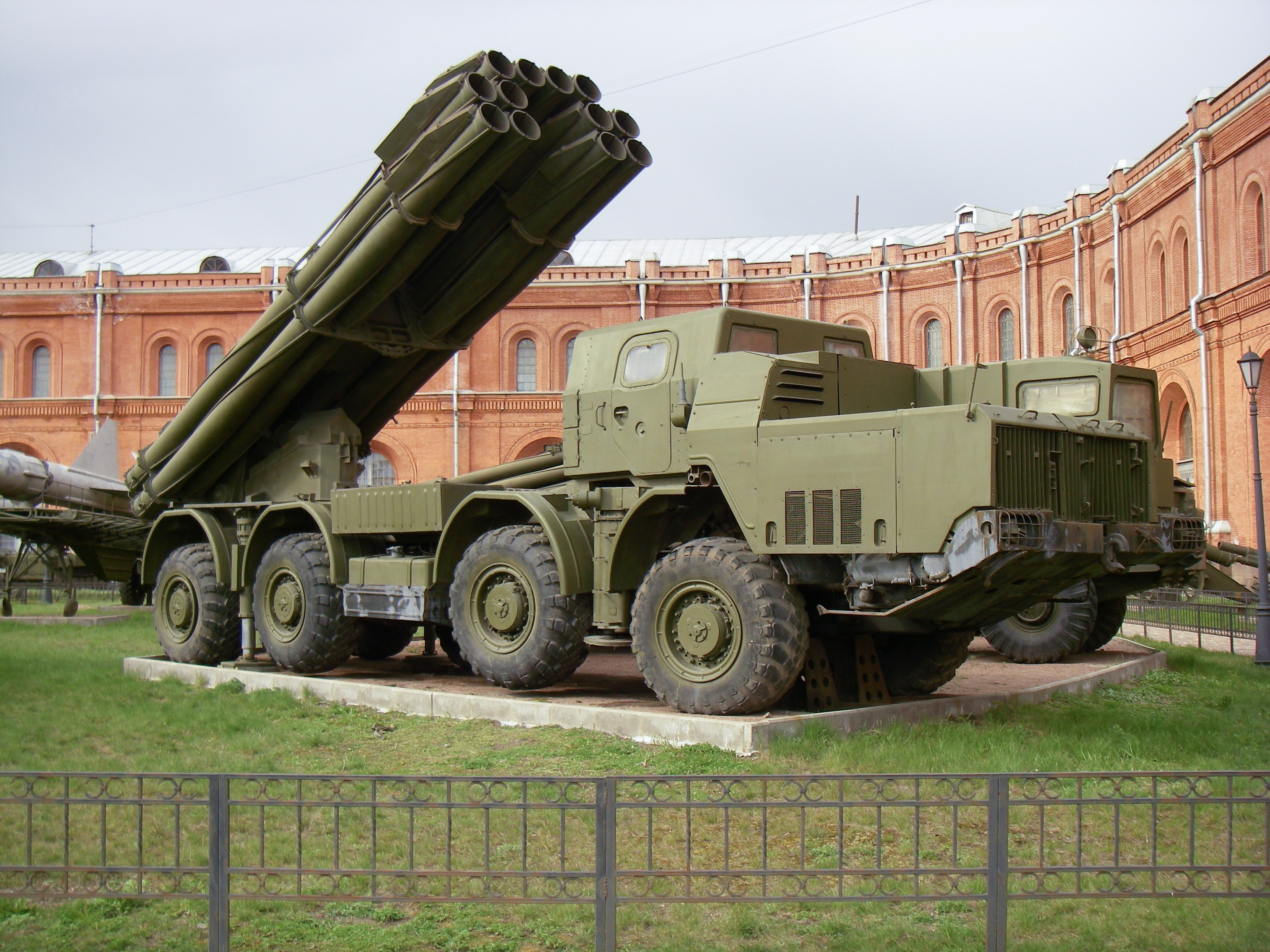
9K58 Smertsch auf Basis eines MAZ-543M
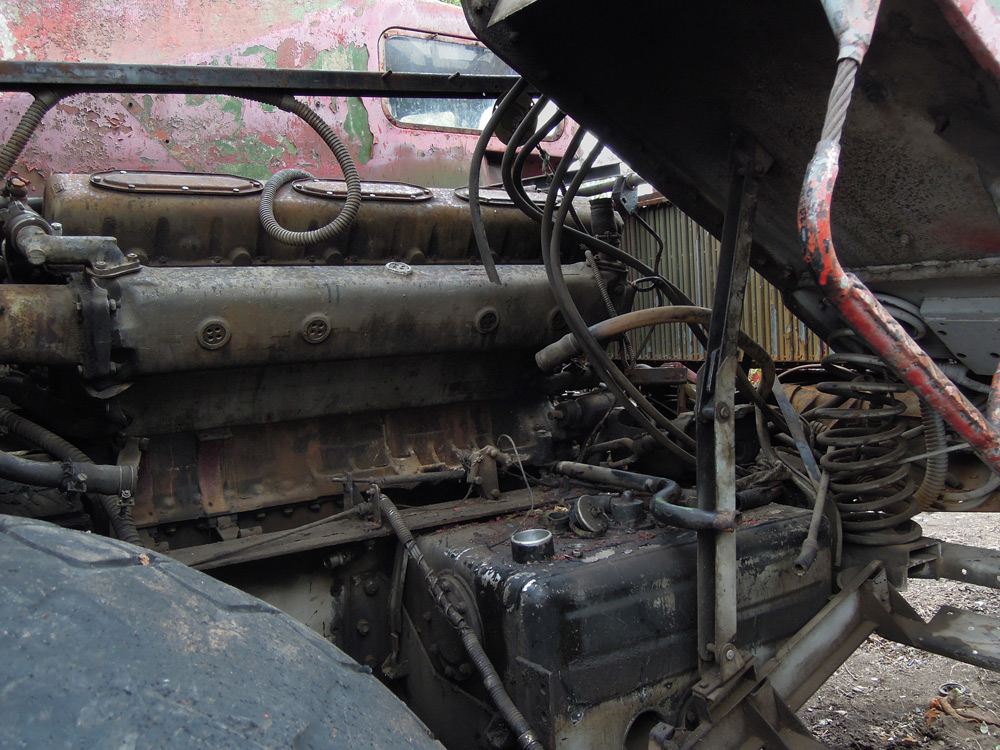
V12-Dieselmotor D12А-525 eines MAZ-7310
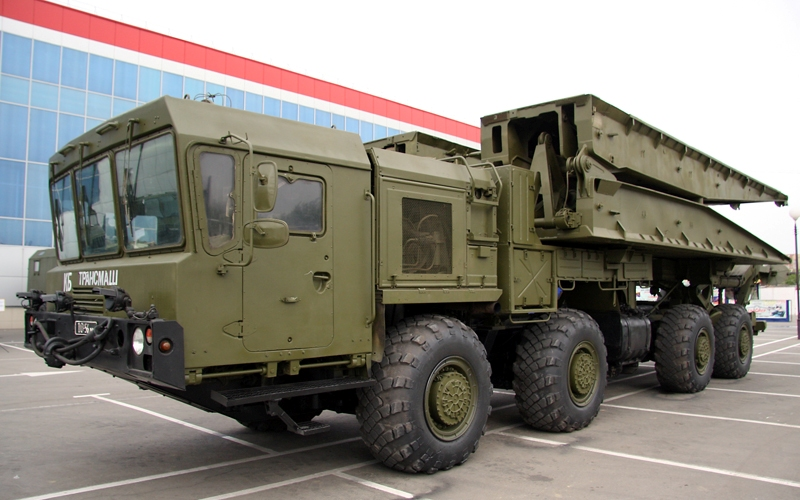
TMM-6-Brückenlegefahrzeug auf Basis eines MZKT-7930